# أغينس بوكلز
أغنيس لويز ويليامين بوكلز (14 فبراير 1862 – 21 نوفمبر 1935) كان ألمانية رائدة في الكيمياء. كان عملها الأساسي في تأسيس الانضباط الحديث المعروف  علم السطوح الذي يصف خصائص السائل والأسطح الصلبة.

## النشأة والتعليم
ولدت بوكلز في البندقية في إيطاليا عام 1862. في ذلك الوقت كانت البندقية تحت الحكم النمساوي، وخدم أب بوكلز في الجيش النمساوي. عندما سقط مريضًا من المالاريا انتقلت عائلته عام 1971 إلى برونزويك في ساكسونيا السفلى، التي كانت جزءًا من الإمبراطورية الإلمانية الوليدة. وهناك بوكلز ارتادت المدرسة الثانوية البلدية للفتيات
بوكلز كطفلة كانت مهتمة بالعلم، ومهتمة بدراسة الفيزياء  في تلك الأيام لم يكن مسموحاً للنساء بدخول الجامعات، وفقط عن طريق أخيها فريدريك كارل الوين بوكلز، استطاعات الوصول للأدب العلمي. فريدريك الذي لاحقا درس في جامعة غوتنغين، كان عالمًا مشهورًا بذاته. وعرف بأثر بوكل

## البحوث والحياة اللاحقة
كما تقول الاسطورة، بوكلز اكتشفت تأثير الشوائب على سطح التوتر من سوائل غسل الصحون في المطبخ. كانت غير متزوجة وتعتني بوالديها المريضين، وأمضت الكثير من الوقت في الطبخ والتنظيف مع مختلف الزيوت والصابون وغيرها من المنتجات المنزلية. على الرغم من افتقارها التدريب الرسمي، بوكلز كانت قادرة على قياس التوتر السطحي للماء عن طريق وضع جهاز يعرف باسم حوض بوكلز، أداة رئيسية في الانضباط الجديدة من علم السطوح. باستخدام نسخة محسنة من هذه الشريحة الحوض، قام الكيميائي الأمريكي إرفينغ لانغموير باكتشافات إضافية على خصائص سطح الجزيئات التي أكسبته جائزة نوبل في الكيمياء في عام 1932. 
في عام 1891 وبمساعدة من جون ويليام ستروت. قامت بوكلز بنشر ورقة بحثها الأولى «توتر السطوح» بقياساتها الخاصة في مجلة الطبيعة

وهكذا بدأت حياتها المهنية تدرس سطوح الأفلام، لكنها لم تتلقى تعيينًا رسميًا ولكنها نشرت العديد من الأوراق وأخيرًا اعترف بها كرائدة في مجال علم السطوح.
توفيت بوكلز عام 1935 في برونزويك، ألمانيا. ولم تتزوج أبدًا

## الأوسمة والجوائز
في عام 1931، جنبا إلى جنب مع هنري ديفاوكس تلقت بوكلز جائزة لورا ليونارد من المجتمع الغرواني. وفي العام الذي يليه تلقت شهادة دكتوراه فخرية من جامعة براونشفايغ التقنية.